# Canarium oleiferum
Canarium oleiferum är en tvåhjärtbladig växtart som beskrevs av Henri Ernest Baillon. Canarium oleiferum ingår i släktet Canarium och familjen Burseraceae. Inga underarter finns listade i Catalogue of Life.